# Alice (serie de televisión de Brasil)
Alice es una serie de televisión producida en Brasil por Gullane y HBO Ole Originals, que fue transmitida en toda Latinoamérica por el canal HBO. El estreno en Latinoamérica fue el 21 de septiembre de 2008 y su transmisión duró una temporada. Constó con trece episodios y terminó el 14 de diciembre de 2008.
La serie es protagonizada por la actriz brasileña Andréia Horta quien interpreta a la joven Alice, que al dejar su pequeña ciudad de provincia y su vida ya planeada se va a vivir a São Paulo, donde conoce a varias personas que la ayudan a conocerse mejor a ella misma. La serie se caracteriza por una cantidad grande de personajes, los razonamientos de introspección de la protagonista durante su viaje interno y por su retrato realista de la ciudad y de sus habitantes, mostrando ejemplos de estilos de vida de personas pertenecientes a todas las clases sociales.
Karim Aïnouz y Sérgio Machado, que también es el creador y guionista general de la serie, estuvieron a cargo de la dirección general de la serie, aunque varios episodios fueron dirigidos completamente por otros dos directores contribuyentes. La banda sonora fue compuesta por la agrupación local Instituto.

## Sinopsis
La serie narra la trayectoria de Alice, una muchacha de 26 años que al recibir la noticia de la trágica muerte de su padre, viaja de Palmas a São Paulo para asistir a su funeral. Al llegar a São Paulo, Alice conoce un nuevo mundo, hace nuevas amistades y vive experiencias que hacen que la ciudad la cautive.

## Lista de episodios
Hasta los momentos, la serie Alice, cuenta con quince episodios transmitidos. Trece correspondientes a la primera temporada, y los otros dos transmitidos como especiales.
1. Cayendo en la cueva del conejo (Pela toca do coelho)
2. El tesoro de Alice (O tesouro de Alice)
3. El retorno de Elvira Cipriani (O retorno de Elvira Cipriani)
4. En el jardín de las flores perdidas (No jardim das flores perdidas)
5. Los pecesitos de Doña Sumiko (Os peixinhos dourados de Dona Sumiko)
6. El lado oscuro del espejo (O lado oscuro do espelho)
7. Wonderland (Wonderland)
8. La guerra de Alice (A guerra de Alice)
9. La fiebre del oro (Em busca do ouro)
10. La ciudad de Alice (Na cidade de Alice)
11. A mil kilómetros por hora (A mil quilômetros por hora)
12. En caída libre (Queda livre)
13. A flor de piel (À flor da pele)

### Especiales
En el año 2010 se emitieron dos especiales de la serie. En ellos nos encontramos con Alice, sus amigos y familiares a dos años de su llegada a São Paulo.
1. El primer día del resto de mi vida (O Primeiro Dia Do Resto Da Minha Vida)
2. La última noche (A Última Noite)

Estos episodios fueron emitidos los días 21 y 28 de noviembre de 2010.

## Reparto y personajes

### Reparto principal
La serie Alice cuenta con las actuaciones de:
- Andréia Horta... Alice - Protagonista de la serie, una joven de la ciudad de Palmas.
- Vinicius Zinn... Nicolas - Compañero de trabajo de Alice, mantienen un noviazgo durante la serie.
- Regina Braga... Luli - Es la tía de Alice que vive en Sáo Paulo
- Daniela Piepszyk.... Regina Celia - Es la medio-hermana de Alice, tiene 13 años.

Coprotagonistas
- Walderez de Barros... Glicia - La abuela de Alice.
- Gabrielle López... Marcela - Modelo y vecina de Alice de Téo.
- Juliano Cazarré]... Téo - Modelo y novio de Dani.
- Luka Omoto... Dani - Vieja amiga de Alice de Sáo Paulo, es también novia de Téo.
- Carla Ribas... Irislene - Segunda esposa de Ciro, y madre de Regina Celia.
- Marat Descartes... Henrique - Prometido de Alice en Palmas, su relación atraviesa momentos difíciles cuando Alice viaja a Sáo Paulo.
- Eduardo Moscovis... Lorenzo - Primer novio de Alice en Sáo Paulo.
- Guta Ruiz... Renata - Jefa de Alice y Nicolas.